# ألبوديتي
بلدية البُضّيْض أو (نقحرة: ألبوديتي) (بالإسبانية: Albudeite) هي بلدية تقع في منطقة مرسية جنوب شرق إسبانيا.

## الديموغرافيا
بلغ عدد سكان بلدية البُضّيْض 1.447 نسمة عام 2011 (وفقاً للمعهد الوطني الإسباني للإحصاء).
| 1.328 | 1.376 | 1.360 | 1.403 | 1.413 | 1.369 | 1.447 |